# Shaun Ross
Shaun Ross (10 de mayo de 1991) es un modelo, actor y bailarín estadounidense conocido por ser el primer modelo albino masculino. Ha figurado en las editoriales de revistas como GQ Reino Unido, Vogue Italia, i-D, Paper y Another Man. Ha modelado para Alexander McQueen y Givenchy.

## Primeros años
Ross es de ascendencia afroamericana. Nacido en el Bronx, mientras crecía, Ross tuvo que lidiar con la discriminación por ser albino. Le hicieron bullying en el colegio, donde le llamaban "Powder", "Tipex" o "Casper". Después asistir al colegio Alvin Ailey por cinco años, Ross fue descubierto en YouTube y llegó a la industria de la moda en 2008 a la edad de 16 años. Mientras tanto, comenzó a experimentar con su sexualidad y se dio cuenta de que era bisexual. Ahora lucha por los derechos de la colectividad LGBT. Fundó la campaña, Free to Be Me, para que los miembros de esta comunidad no se sientan temerosos de ser ellos mismos.

## Carrera
A la edad de 16 años fue representado pof Djamee Models en Nueva York. Firmó con AMCK Models London.
En 2009, Ross apareció en el programa Tyra Banks Show. Compartió presencia con la también modelo albina, Diandra Forrest; juntos, compartieron sus experiencias de vida. Ese mismo año, Ross tuvo un papel en un cortometraje de Yoann Lemoine que le otorgó el primer premio en un concurso organizado por Vogue. Ross ha trabajado con directores como Julien Seri, Jason Last, Jessica Yatrofsky y Ella Manor tanto en cine como televisión.
Ross ha aparecido en el videoclip de Katy Perry, "E.T.", los videoclips de Beyoncé "Party" y "Pretty Hurts", el videoclip de Gold Fields, "Dark Again", el videoclip de
Issues, "Coma",  
el videoclip de Steve Aoki y Autoerotique, "ILYSM”, como en el cortometraje de Lana Del Rey, Tropico y en el videoclip de Leona Lewis' "Fire Under My Feet".
Ross se convirtió en el rostro de Ford Motor Company, con el eslogan "Sé Único".
En 2015, Ross apareció en la serie The Man in the High Castle donde tuvo un pequeño papel.
Es el rostro de la marca Lynx.
Ross entró en el mundo de la música en 2017 con la canción SYMMETRY coescrita por él.